# Margival
Margival és un municipi francès situat al departament de l'Aisne i a la regió dels Alts de França. L'any 2007 tenia 323 habitants.

## Demografia

### Població
El 2007 la població de fet de Margival era de 323 persones. Hi havia 120 famílies de les quals 28 eren unipersonals (20 homes vivint sols i 8 dones vivint soles), 48 parelles sense fills, 40 parelles amb fills i 4 famílies monoparentals amb fills.
La població ha evolucionat segons el següent gràfic:
Habitants censats

### Habitatges
El 2007 hi havia 138 habitatges, 126 eren l'habitatge principal de la família, 8 eren segones residències i 4 estaven desocupats. 135 eren cases i 2 eren apartaments. Dels 126 habitatges principals, 95 estaven ocupats pels seus propietaris, 28 estaven llogats i ocupats pels llogaters i 3 estaven cedits a títol gratuït; 1 tenia una cambra, 4 en tenien dues, 15 en tenien tres, 22 en tenien quatre i 84 en tenien cinc o més. 110 habitatges disposaven pel capbaix d'una plaça de pàrquing. A 54 habitatges hi havia un automòbil i a 61 n'hi havia dos o més.

### Piràmide de població
La piràmide de població per edats i sexe el 2009 era:
| Homes | Edats   | Dones |
| ----- | ------- | ----- |
| 0     | 95 o +  | 0     |
| 0     | 90 a 94 | 4     |
| 0     | 85 a 89 | 0     |
| 0     | 80 a 84 | 0     |
| 4     | 75 a 79 | 8     |
| 4     | 70 a 74 | 4     |
| 20    | 65 a 69 | 0     |
| 4     | 60 a 64 | 16    |
| 8     | 55 a 59 | 8     |
| 0     | 50 a 54 | 4     |
| 8     | 45 a 49 | 8     |
| 20    | 40 a 44 | 8     |
| 12    | 35 a 39 | 28    |
| 16    | 30 a 34 | 16    |
| 16    | 25 a 29 | 12    |
| 4     | 20 a 24 | 12    |
| 4     | 15 a 19 | 8     |
| 24    | 10 a 14 | 8     |
| 12    | 5 a 9   | 12    |
| 8     | 0 a 4   | 20    |

## Economia
El 2007 la població en edat de treballar era de 204 persones, 159 eren actives i 45 eren inactives. De les 159 persones actives 149 estaven ocupades (79 homes i 70 dones) i 10 estaven aturades (4 homes i 6 dones). De les 45 persones inactives 11 estaven jubilades, 15 estaven estudiant i 19 estaven classificades com a «altres inactius».

### Ingressos
El 2009 a Margival hi havia 122 unitats fiscals que integraven 315,5 persones, la mediana anual d'ingressos fiscals per persona era de 18.735 €.

### Activitats econòmiques
Dels 17 establiments que hi havia el 2007, 1 era d'una empresa de fabricació d'elements pel transport, 2 d'empreses de fabricació d'altres productes industrials, 5 d'empreses de construcció, 5 d'empreses de comerç i reparació d'automòbils, 1 d'una empresa de transport, 1 d'una empresa d'hostatgeria i restauració i 2 d'empreses de serveis.
Dels 5 establiments de servei als particulars que hi havia el 2009, 2 eren paletes, 2 lampisteries i 1 electricista.
L'únic establiment comercial que hi havia el 2009 era una botiga de mobles.

## Poblacions més properes
El següent diagrama mostra les poblacions més properes.